# Wu Chengying
Wu Chengying (en chino tradicional: 吳承瑛; en chino simplificado: 吴承瑛; pinyin: Wú Chéngyīng; Shanghái, 21 de abril de 1975) es un exfutbolista chino que jugaba en las posiciones de defensa y centrocampista.

## Carrera

### Club
| Periodo   | Club                    | País  | Apariciones | Goles |
| --------- | ----------------------- | ----- | ----------- | ----- |
| 1994–2002 | Shanghai Shenhua        | China | 183         | 17    |
| 1998      | → Dalian Wanda (cedido) | China | 183         | 17    |
| 2003–2006 | Shanghai International  | China | 76          | 7     |

### Selección nacional
Jugó para China en 52 ocasiones de 1996 a 2002 y anotó dos goles; participó en la Copa Mundial de Fútbol de 2002 y en dos ediciones de la Copa Asiática.

## Logros

### Club
- Liga Jia-A: 1995
- Copa FA de China: 1998

### Individual
- Gol Asiático del Mes: Febrero 1998[5]

## Estadísticas

### Goles con selección nacional
| No | Fecha     | Sede                                          | Rival     | Marcador | Resultado | Torneo                                               |
| -- | --------- | --------------------------------------------- | --------- | -------- | --------- | ---------------------------------------------------- |
| 1. | 22-4-2001 | Estadio Provincial de Shaanxi, Xi'an, China   | Maldivas  | 2–0      | 10–1      | Clasificación para la Copa Mundial de Fútbol de 2002 |
| 2. | 27-5-2001 | Estadio Gelora Bung Karno, Yakarta, Indonesia | Indonesia | 2–0      | 2–0       | Clasificación para la Copa Mundial de Fútbol de 2002 |